# Sophronica ikuthensis
Sophronica ikuthensis är en skalbaggsart som beskrevs av Stefan von Breuning 1966. Sophronica ikuthensis ingår i släktet Sophronica och familjen långhorningar.
Artens utbredningsområde är Kenya. Inga underarter finns listade i Catalogue of Life.